# Домброва (гміна Попув)
Домброва (пол. Dąbrowa) — село в Польщі, у гміні Попув Клобуцького повіту Сілезького воєводства.
Населення — 320 осіб (2011).
У 1975-1998 роках село належало до Ченстоховського воєводства.

## Демографія
Демографічна структура станом на 31 березня 2011 року:
|          | Загалом | Допрацездатний вік | Працездатний вік | Постпрацездатний вік |
| -------- | ------- | ------------------ | ---------------- | -------------------- |
| Чоловіки | 165     | 34                 | 113              | 18                   |
| Жінки    | 155     | 26                 | 96               | 33                   |
| Разом    | 320     | 60                 | 209              | 51                   |